# Приймак Сергій
Приймак Сергій (нар. 25 грудня 1957) — український яхтсмен. Він брав участь у змаганнях класу Торнадо на літніх Олімпійських іграх 1996 року.